# 2000年香港立法會選舉
2000年香港立法會選舉是香港特別行政區成立後的第2屆香港立法會選舉，於2000年9月10日舉行。

## 背景
由於《香港特別行政區基本法》明定第1屆立法會的任期是兩年，故在1998年產生的立法會於2000年改選。
1999年的金融風暴，使香港經濟走下坡，市民對香港特區政府的不滿愈來愈高。之後在2000年的鍾廷耀事件發生後，民主派用了「任用私人、黑箱作業」的口號，去攻擊董建華政府施政無能。
在政治上，可算兩大陣營的席次爭奪戰。民主黨參照李卓人、梁耀忠的成功模式，在新界西選區分開三張名單出選，分別由李永達、何俊仁、陳偉業三人領軍，在新界東選區分開兩張名單，分別由鄭家富、黃成智領軍。而民建聯方面，在新界西譚耀宗為了修補與鄉事派勢力的關係，故與港進聯的鄧兆棠合作參選，而在香港島選區，傳統福建社團推出港進聯的蔡素玉加入民建聯，以程介南為首合組名單出選後落敗。前綫的何秀蘭由上次與劉慧卿聯手出戰新界東雙雙當選，但轉到香港島參選。而九龍東選區的建制派名單也是由民建聯的陳婉嫻領軍，加上民建聯觀塘支部主席陳鑑林。
在新界東最令人注目的是「長毛」梁國雄的參選，為立法會選舉帶來新的動力。

## 選舉議席的議員變化
- 新任議員名單（8人）：黃成智、麥國風、勞永樂、劉炳章、石禮謙、張宇人、梁富華、李鳳英
- 成功連任議員名單（48人）：李柱銘、楊森、涂謹申、司徒華、李華明、鄭家富、何俊仁、張文光、羅致光、單仲偕、何秀蘭、劉慧卿、劉千石、李卓人、梁耀忠、黃宏發、吳靄儀、程介南（其後喪失4年的立法會席位）、蔡素玉、曾鈺成、陳婉嫻、陳鑑林、劉江華、譚耀宗、楊耀忠、黃容根、陳國強、劉皇發、劉健儀、楊孝華、田北俊、丁午壽、梁劉柔芬、周梁淑怡、吳亮星、陳智思、李家祥、何鍾泰、呂明華、鄧兆棠、朱幼麟、劉漢銓、許長青、吳清輝、范徐麗泰、黃宜弘、李國寶、霍震霆
- 連任失敗議員名單（6人）：李永達、馬逢國、何世柱、何承天、馮志堅、程介南（後失敗議員資格）
- 重返議會議員名單（4人）：陳偉業、馮檢基、葉國謙、胡經昌

| 政治取向 | 政治取向 | 議席數 | 議員 |
| -------- | -------- | ------ | --- |
|          | 泛民主派 | 21     | 民主黨：李柱銘、楊森、涂謹申、司徒華、李華明、黃成智、鄭家富、陳偉業、何俊仁、張文光、羅致光、單仲偕 前綫：何秀蘭、劉慧卿 職工盟：劉千石、李卓人 民協：馮檢基 街工：梁耀忠 其他：黃宏發、吳靄儀、麥國風 |
|          | 親建制派 | 39     | 民建聯：程介南（後失效失去議席）、蔡素玉、曾鈺成、陳婉嫻、陳鑑林、劉江華、譚耀宗、楊耀忠、黃容根、陳國強、葉國謙 自由黨：劉皇發、劉健儀、楊孝華、田北俊、丁午壽、梁劉柔芬、周梁淑怡、張宇人 早餐派：吳亮星、陳智思、李家祥、勞永樂、劉炳章、石禮謙、何鍾泰、呂明華 港進聯：鄧兆棠、朱幼麟、劉漢銓、許長青 工聯會：梁富華 勞聯：李鳳英 其他：吳清輝、范徐麗泰、黃宜弘、李國寶、霍震霆、胡經昌 |

## 廢票

### 定義
廢票是指無效的選票，如白票、填寫不當、塗污了的選票等，算法是把總投票數字減去有效票數的數字；而廢票率則是廢票數量佔總投票數字的百分比，公式如下：
對每個選區而言：
| 有效票數 = ∑(各候選人票數)      |
| 廢票量 = 總票數 - 有效票數      |
| 廢票率 = 廢票量 ÷ 總票數 × 100% |

### 廢票率
所有原始數據均摘自香港政府立法會選舉網站，依以上定義運用前述公式作簡單計算而得出下表：
| 2000立法會選舉分區廢票統計 | 2000立法會選舉分區廢票統計 | 2000立法會選舉分區廢票統計 | 2000立法會選舉分區廢票統計 | 2000立法會選舉分區廢票統計 |
| 選區                       | 投票人數                   | 有效選票                   | 無效選票                   | 廢票率                     |
| -------------------------- | -------------------------- | -------------------------- | -------------------------- | -------------------------- |
| 香港島                     | 263,564                    | 260,788                    | 2,776                      | 1.05%                      |
| 九龍西                     | 179,646                    | 178,199                    | 1,447                      | 0.81%                      |
| 九龍東                     | 231,666                    | 229,278                    | 2,388                      | 1.03%                      |
| 新界西                     | 346,257                    | 343,594                    | 2,663                      | 0.77%                      |
| 新界東                     | 309,947                    | 307,835                    | 2,112                      | 0.68%                      |
| 全港                       | 1,331,080                  | 1,319,694                  | 11,386                     | 0.86%                      |

## 總計
| 陣營 | 陣營     | 參選名單數目 | 總得票  | 總得票比例 | 直選議席 | 共得議席 |
| ---- | -------- | ------------ | ------- | ---------- | -------- | -------- |
|      | 泛民主派 |              | 799,249 | 60.56%     | 16       | 21       |
|      | 建制派   |              | 461,048 | 34.94%     | 8        | 39       |
|      | 其他人士 |              | 59,397  | 4.50%      | 0        | 0        |

## 結果、分析與影響
總括而言，這次選舉中，民主派及建制派陣營則各有斬獲。
在新界西方面，新增一席，民主黨分開的三張名單，由李、何、陳三人各有責任區，但由於陳偉業較弱，而民調顯示李永達及何俊仁會當選，故民主黨的支持票流向陳偉業，以致何俊仁與李永達流失選票，但三人的票數加起來仍不及民建聯名單的第二位候選人，李永達最終落選。而民建聯譚耀宗所採用與鄉事派合作的策略是正確的，結果他與鄧兆棠雙雙當選。
新界東方面，由於沒有增加議席，被視為席次保衛戰，民主黨分拆出鄭家富、黃成智兩張名單，由鄭家富負責大埔、黃成智負責北區，而沙田的負任區則由二人分配。前綫的劉慧卿則受到民主黨的投票策略的影響，所得的票數比上屆減少三成左右，使排名第二的蔡耀昌未能當選，相反，黃成智因選舉策略成功而得益，以當選名單的最低票數進入立法會。而長毛梁國雄的形象與其他民主派人士不同，他與黃成智名單的得票只相差七千票左右，亦是落選名單中得票第一，所以在翌屆選舉中不少人同情梁國雄，「不讓長毛落選」的效應開始發酵。
九龍西方面，新增的一席被馮檢基奪得。馮檢基得以自臨立會後重返立法會。泛民主派名單的總票數是民建聯名單的三倍。
九龍東方面，新增的一席則落入民建聯的陳鑑林手上，而且陳婉嫻和陳鑑林民建聯名單的得票，剛好超越民主黨由司徒華領軍的名單。使陳婉嫻多了當屆「票后」的美名，是少數泛民、建制正面交鋒下，建制派得票較高的選區。
香港島方面，由於增加一席，而且民權黨的陸恭蕙不再參選，為了爭奪這兩席，民主黨、民建聯以及其他候選人各出奇謀，原本民建聯程介南與蔡素玉合組的名單穩奪兩席，而民主黨則鬧出曾健成脫黨參選的家變。剛退休的前局長藍鴻震則代表新世紀論壇參選、在民間有名的《三國演義》節目解說人，於1999年香港區議會選舉中擊敗周梁淑怡的馮兩努參選。前綫的何秀蘭由新界東空降到香港島參選，成為混戰之局。

### 香港第三屆立法會選舉已喪失議員資格

#### 程介南被揭發以權謀私及喪失議員資格事件
選戰後期《蘋果日報》表示，香港政府及程介南收受利益，因涉嫌公職人員行為失當以及被揭發以權謀私黑材料的醜聞案件罪事件，並失去立法會議席，但在仍不符合資格便失去議員席位，使民建聯的選情一度重創，眼見為民建聯名單排名第二的蔡素玉當選機會愈來愈低。但選舉結果，民建聯得到兩席，程介南、蔡素玉等兩人仍能雙雙當選，而民主黨亦沒因曾健成脫黨而嚴重失血，亦奪得兩席，而空降到香港島的前綫何秀蘭亦取代陸恭蕙的一席，目前，程介南於2001年12月20日，他身為公職人員收受利益以及行為失當罪名成立，判監18個月，即時喪失4年立法會選舉議員的席位，才辭去立法會議員兼民建聯一職，主席曾鈺成表示並不得參選立法會權利，任期至2000年9月30日完結後便會不再連任參選第三屆立法會選舉，同時即日喪失立法會議員資格。

### 喪失議員取消資格四年的立法會議席
2000年9月的下旬，由於曾參與立法會選舉期間被揭發以權謀私，最終放棄失去議席。時任香港立法會議員兼民建聯成員程介南事件下，宣布辞去立法會的職務工作後被香港廉政公署落案起訴，翌年身為了公職人員行為失當揭發了以權謀私罪名成立最終被捕告別，2001年7月聆訊後離開法院時由于28歲的中年男子曾用藤條襲擊、同年12月20日，內現為香港區域法院任法官韋毅志當間中濫用職權收受利益等罪行罪名成立，被判監禁即時入獄的18個月(並非就算他當選也會而已辭職，最後，2002年12月19日在赤柱監獄中獲準保釋後現已刑滿出獄)，故不能夠參選2004年的香港第三屆立法會選舉時這一席需要補選候選人名單結果後，結果民主黨主席李柱銘與大律師成員和其他民主派協調，不推出民主黨第二梯隊的成員出選，推舉前香港大律師公會主席余若薇參選，引來黨內第二梯隊的不滿。而民建聯則推舉原排在民建聯名單第4位的東區支部主席鍾樹根出戰，結果在民主派的大力支持下，余若薇以高票勝出，民主派終於在地方選區及選舉委員會的組別奪得過半數席次，足以否決建制派議員所提出的議案，例如「施政報告致謝議案」。
總體而言，在此次選舉中，民主黨的選票並沒有在這次選舉中增加，相比在1998年的選舉，民主黨在新界東也下降了一萬。在九龍西、九龍東也大跌四萬之多，而且在九龍東更被民建聯／工聯會名單超越變成第一。香港島雖然鬧出曾健成脫黨參選的家變，但兩張名單相加的票數也比上次大跌四萬之多。換言之，選民對民主黨有所不滿，或失去了像1998年一樣使民主黨重返立法會般的氣勢。加上選後民主黨的家變內鬥不斷，像陳偉業等少壯派與主流派的矛盾日漸激化，甚至發生退黨。一切一切使民主黨的聲勢進一步滑落。
反之民建聯在香港島，雖然與福建社團的蔡素玉整合，或許因為程介南的以權謀私風波，民建聯選票也下跌一萬多。九龍東方面，雖然輕微下調，但跌幅無民主黨那麼厲害，還能超越民主黨成為第一。九龍西也輕微下調。但是在新界東，劉江華經營得力，得票數成長一萬多。而新界西亦因與鄉事派整合，得票數比上次成長差不多三萬，亦只以一萬之差落後於民主黨三張名單，但也是新界西的第一高票。

## 外部連結
- 2000年立法會選舉官方網站